# درنده (شهر)
درنده (به ترکی استانبولی: Darende) شهری است در کشور ترکیه که در استان ملطیه واقع شده‌است. جمعیت این شهر بر اساس سرشماری سال ۲۰۰۸ میلادی ۹٬۱۶۵ نفر و بر اساس برآوردهای سال ۲۰۰۹ میلادی ۸٬۶۴۵ نفر می‌باشد.